# Bahnstrecke Luxemburg–Remich
| Ein Zug aus Remich erreicht Bad Mondorf, aufgenommen von Jacques Marie Bellwald. |                     |                                                   |                                                   |
| Streckenlänge: | 27,265 km           |                                                   |                                                   |
| Spurweite: | 1000 mm (Meterspur) |                                                   |                                                   |
| Maximale Neigung: | 35 ‰                |                                                   |                                                   |
| Minimaler Radius: | 45 m                |                                                   |                                                   |
| |                     |                                                   |                                                   |
| \| \| \| von Echternach \| \| \| \| 0,0 \| Luxemburg Bahnhof (Bahnhofsvorplatz) \| Luxemburg Bahnhof (Bahnhofsvorplatz) \| \| \| \| \| \| \| \| \| Metz–Luxemburg Namur–Luxemburg Petingen–Luxemburg \| \| \| \| \| \| \| \| \| 0,8 \| Bonneweg \| Bonneweg \| \| \| 1,8 \| Howald \| Howald \| \| \| 3,2 \| Wolffsmühle \| Wolffsmühle \| \| \| 3,7 \| Hesperingen \| Hesperingen \| \| \| 4,7 \| Alzingen \| Alzingen \| \| \| 5,7 \| Berchem–Ötringen \| Berchem–Ötringen \| \| \| 9,0 \| Weiler zum Turm \| Weiler zum Turm \| \| \| \| von Bettemburg \| \| \| \| 12,5 \| Aspelt \| Aspelt \| \| \| 15,4 \| Altwies \| Altwies \| \| \| 16,5 \| Mondorf-Dorf \| Mondorf-Dorf \| \| \| 17,4 \| Mondorf-Bad \| Mondorf-Bad \| \| \| \| nach Diedenhofen \| \| \| \| 19,9 \| Ellingen \| Ellingen \| \| \| 24,6 \| Scheierbierg \| Scheierbierg \| \| \| 27,0 \| Remich \| 186 m \| |                     |                                                   |                                                   |
| |                     | von Echternach                                    |                                                   |
| Bahnhof (Strecke außer Betrieb) | 0,0                 | Luxemburg Bahnhof (Bahnhofsvorplatz)              | Luxemburg Bahnhof (Bahnhofsvorplatz)              |
| |                     |                                                   |                                                   |
| Kreuzung geradeaus oben (Strecke geradeaus außer Betrieb) |                     | Metz–Luxemburg Namur–Luxemburg Petingen–Luxemburg | Metz–Luxemburg Namur–Luxemburg Petingen–Luxemburg |
| |                     |                                                   |                                                   |
| Haltepunkt / Haltestelle (Strecke außer Betrieb) | 0,8                 | Bonneweg                                          | Bonneweg                                          |
| Haltepunkt / Haltestelle (Strecke außer Betrieb) | 1,8                 | Howald                                            | Howald                                            |
| Haltepunkt / Haltestelle (Strecke außer Betrieb) | 3,2                 | Wolffsmühle                                       | Wolffsmühle                                       |
| Bahnhof (Strecke außer Betrieb) | 3,7                 | Hesperingen                                       | Hesperingen                                       |
| Haltepunkt / Haltestelle (Strecke außer Betrieb) | 4,7                 | Alzingen                                          | Alzingen                                          |
| Kreuzung geradeaus oben (Strecke geradeaus außer Betrieb) | 5,7                 | Berchem–Ötringen                                  | Berchem–Ötringen                                  |
| Bahnhof (Strecke außer Betrieb) | 9,0                 | Weiler zum Turm                                   | Weiler zum Turm                                   |
| Abzweig geradeaus und von rechts (Strecke außer Betrieb) |                     | von Bettemburg                                    | von Bettemburg                                    |
| Bahnhof (Strecke außer Betrieb) | 12,5                | Aspelt                                            | Aspelt                                            |
| Haltepunkt / Haltestelle (Strecke außer Betrieb) | 15,4                | Altwies                                           | Altwies                                           |
| Haltepunkt / Haltestelle (Strecke außer Betrieb) | 16,5                | Mondorf-Dorf                                      | Mondorf-Dorf                                      |
| Bahnhof (Strecke außer Betrieb) | 17,4                | Mondorf-Bad                                       | Mondorf-Bad                                       |
| Abzweig geradeaus und nach rechts (Strecke außer Betrieb) |                     | nach Diedenhofen                                  | nach Diedenhofen                                  |
| Haltepunkt / Haltestelle (Strecke außer Betrieb) | 19,9                | Ellingen                                          | Ellingen                                          |
| Bahnhof (Strecke außer Betrieb) | 24,6                | Scheierbierg                                      | Scheierbierg                                      |
| Kopfbahnhof Streckenende (Strecke außer Betrieb) | 27,0                | Remich                                            | 186 m                                             |

Die Schmalspurbahn Luxemburg–Remich war eine 27,3 km lange Schmalspur-Eisenbahnstrecke, die die Hauptstadt Luxemburg mit dem Moselwein-Örtchen Remich verband. In Mondorf hatte sie Anschluss an die 26 km lange Schmalspurbahn nach Diedenhofen sowie in Aspelt an das 10,2 km entfernte Bettemburg.

## Geschichte
1877 hatte die Prinz-Heinrich-Eisenbahngesellschaft per Gesetz die Genehmigung zur Einrichtung mehrerer Bahnstrecken im Großherzogtum bekommen. Sie musste dies erst umsetzen, nachdem sie in ihrem übrigen Netz nicht einen festgelegten Ertrag pro Kilometer erzielte. Im Gegenzug behielt sich die Regierung vor, die Konzessionen für noch nicht gebaute Strecken anderweitig zu vergeben. Hiervon machte sie im Falle der Bahnen nach Remich und nach Fels im Februar 1880 Gebrauch, nachdem die Schweizerische Lokomotiv- und Maschinenfabrik (SLM) Interesse angemeldet hatte. Vereinbart wurde, dass anstelle eines staatlichen Zuschusses der Betreiber das Recht zur Ausbeutung einer Reihe von Erzfeldern bekam, in diesem Falle 3,5 Hektar pro Kilometer Bahnlänge. Die Bahnstrecke wurde am 20. Februar 1882 durch die Luxemburger Sekundärbahnen, einer von der SLM neu gegründeten Tochtergesellschaft, eröffnet und war bis zum Ende des Winterfahrplans 1954/55 am 22. Mai 1955 in Betrieb. Sie war somit die am längsten betriebene Jhangeli, dem Netz von Schmalspurbahnen in Luxemburg.
Die Strecke verlief innerorts über die Straße, so endete die Strecke beispielsweise auf dem Luxemburger Bahnhofsvorplatz, außerhalb zumeist parallel der Landstraße. Nur an zwei Stellen mussten separate Trassen gebaut werden. Dies betraf die drei Kilometer westlich des Bahnhofs Aspelt wegen des Fehlens einer Straße, sowie aufgrund starker Steigung den Abschnitt zwischen Ellingen und Remich, die Trasse führte hier entlang des Hanges des Scheuerberges. Der betriebliche Mittelpunkt lag zunächst auf einem der Wilhelmsbahn gehörenden Gelände in unmittelbarer Nähe zum Luxemburger Hauptbahnhof dort, wo sich heute das PKW-Parkhaus befindet. Nachdem die Reichseisenbahnen in Elsaß-Lothringen als Betreiberin der Wilhelmsbahn im Mai 1900 den Pachtvertrag gekündigt hatte, erwarb die Gesellschaft ein eigenes Gelände im zu Bonneweg gehörenden Viertel Pech und errichtete dort einen neuen Betriebshof.
Zunächst kamen Kastenlokomotiven, später reguläre Dampflokomotiven der SLM zum Einsatz, die bis zuletzt die Strecke bedienten. Drei Gutachten empfahlen 1933, 1935 und 1939 die Elektrifizierung der Bahn, was aber aufgrund der Besetzung des Landes im Zuge des Zweiten Weltkrieges. Die stattdessen Mitte der 1930er Jahre beschafften Dieseltriebwagen der Firma Familleureux, die einen Großteil der dampflokgezogenen Fahrten ersetzten, wurden bereits 1943 wieder abgestellt. Während der gesamten Betriebszeit wurden sowohl Güter als auch Personen befördert.

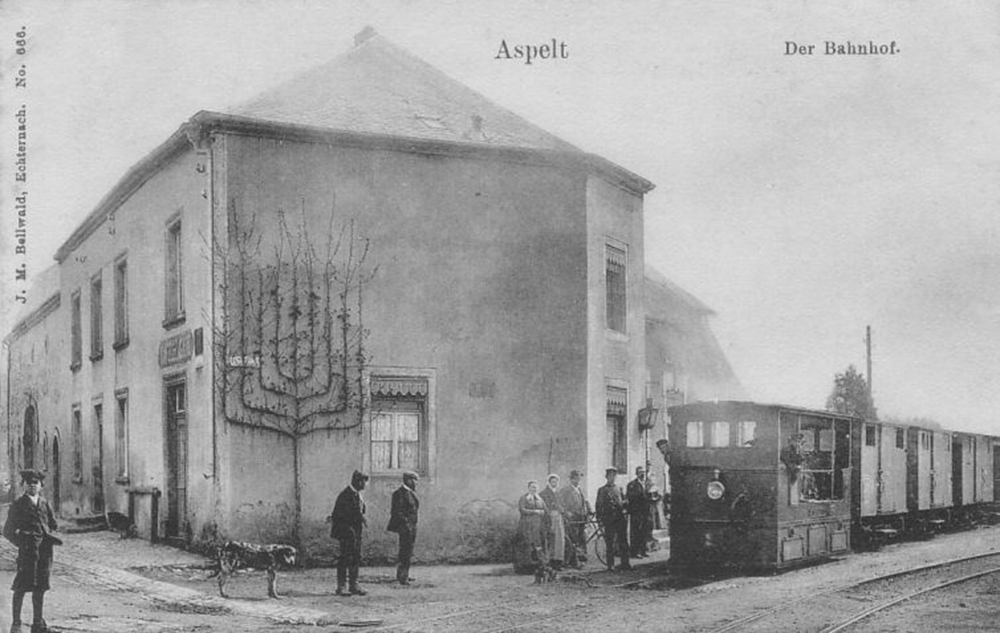
Ein Zug im Bahnhof Aspelt, aufgenommen von Jacques Marie Bellwald

Fast alle Stationen waren innerhalb bebauten Gebietes, also innerhalb von Ortschaften, nur die Station Scheierbierg lag auf freiem Feld. Der Bahnhof verdankt seine Entstehung dem Gipssteinbruch auf dem knapp einen Kilometer nördlich gelegenen Hiewelbierg, zu dem eine Pferdebahn führte. Aus dem Geschäftsbericht der Grube aus dem Jahr 1883 geht hervor, dass in diesem Jahr 260 Tonnen Gips nach Luxemburg und etwa 200 Tonnen nach Remich transportiert worden sind. Neben Gips wurde auch Alabaster abgebaut. Aus wirtschaftlichen Gründen wurde das Geschäft 1948 niedergelegt. Das etwa gleich weit entfernte Erpeldingen profitierte von der nahen Bahnstation gleichfalls. Die Bahnhöfe in Ellingen und Remich lagen etwas oberhalb des Ortes.
Mit der im April 1934 erfolgten Vereinigung der Sekundärbahngesellschaft mit den Vizinal- und Kantonalbahnen zur Luxemburger Schmalspurbahn ging auch die Remicher Bahn in staatlichen Besitz über und wurde 1946 Teil der neu gegründeten CFL. In den Jahren nach Ende des Zweiten Weltkrieges wurde das Bähnchen aufgrund seiner Führung im Straßenraum mehr und mehr als Hindernis für den zunehmenden privaten PKW-Verkehr wahrgenommen. Nachdem die CFL ab Dezember 1952 begonnen hatte, Omnibusse zur Personenbeförderung einzusetzen, wurden auch auf der Remicher Bahn sukzessive Zugleistungen ersetzt. Zum 8. Mai 1955 wurde der Betrieb endgültig eingestellt.
Heute ist der Teil Bad Mondorf–Remich als Radweg ausgebaut, da dieser Teil über eine gesonderte Trassenführung verfügte. Das Gelände des Betriebshofes wurde von der Stadt Luxemburg erworben, die dort das Bonneweger Schwimmbad errichten ließ.